# Gene Tierney
Gene Eliza Tierney (Brooklyn, Nueva York, 19 de noviembre de 1920-Houston, Texas, 6 de noviembre de 1991) fue una actriz de cine, teatro y televisión estadounidense, famosa por su belleza. Según el productor Darryl F. Zanuck, sería «incuestionablemente la mujer más bella de la historia del cine». Gene Tierney demostró además ser una de las mejores actrices de su generación, en títulos como El fantasma y la señora Muir (1947), El filo de la navaja (1946) o Que el cielo la juzgue (1945).

## Vida
Nació en el barrio neoyorquino de Brooklyn. Su padre era Howard Sherwood Tierney, un próspero empresario de seguros y su madre Belle Lavinia Taylor, que era profesora de educación física. Tuvo una infancia feliz y acomodada, estudiando en colegios de prestigio de Estados Unidos y dos años en Suiza. Volvió en 1938 y en 1939 comenzó a actuar en teatro, impulsada por su padre. Publicó su primer poema, "Night", en la revista escolar y escribió poesía ocasionalmente a lo largo de su vida.
Su rostro y femineidad cautivó a John F. Kennedy y mantuvieron una relación más que cercana, aunque fue el famoso diseñador de Hollywood Oleg Cassini quien la llevó al altar cuando tenía veinte años. Tuvieron dos hijas: Daria, la mayor, sufriría un retraso mental además de ser ciega y sordomuda, producto de la rubeola; al parecer Gene contrajo la enfermedad estando embarazada, cuando al firmar un autógrafo a una admiradora la despidió con un par de besos en la mejilla. La discapacidad de la niña supuso un duro golpe para ella, posteriormente le ocasionó trastornos psíquicos. Su segunda hija, Christina, nació sana y fuerte. Oleg y Gene se divorciaron en 1952.
A lo largo de su vida Gene Tierney se hizo amiga de varias de las mayores personalidades del momento, como Noël Coward, Clifton Webb, Marlene Dietrich, Joseph L. Mankiewicz, Otto Preminger, Spencer Tracy o Clark Gable, con los que compartiría una estrecha relación hasta su muerte.
A finales de los años cincuenta fue diagnosticada de «trastorno maníaco depresivo»  a día de hoy conocido como  bipolaridad. Fue internada en un psiquiátrico, sufriendo en contra de su voluntad múltiples sesiones de electro-shock, que la dejaron todavía peor, y la atiborraron de pastillas que no curaban su enfermedad. Fue dada de alta, erróneamente, porque poco tiempo después se intentó suicidar, por lo que de nuevo fue internada en otro psiquiátrico, en el que optaron por un tratamiento con menos pastillas y más terapia, por lo que pudo curarse gracias a la comunicación con su terapeuta. 
Contrajo después matrimonio con un magnate del petróleo, W. Howard Lee, quien la dejaría viuda en 1981; y que anteriormente había estado casado con la actriz Hedy Lamarr, desde 1953 hasta 1960.

## Trayectoria
Con una sólida educación, tras viajar y estudiar por Europa, regresó a Estados Unidos, y como celebración de su retorno, su padre llevó a toda la familia a una gira por Los Ángeles, incluida la visita a los estudios Warner Bros., para ver en primera persona el rodaje de La vida privada de elizabeth y essex, protagonizada por Bette Davis y Errol Flynn. El director de la película Anatole Litvak, se fijó en la belleza de Gene y le dijo: «señorita, usted debería aparecer en películas». Ella aceptó que le hicieran una prueba de cámara, la cual pasó con nota, y le ofrecieron un contrato pero su padre la convenció de que no aceptara ya que las condiciones no eran muy buenas. Pero aun así se quedó muy interesada en la actuación, que ya le decía algo desde que era adolescente, cuando protagonizó una función escolar de Mujercitas. Ya de vuelta en  Nueva York, decidió ser actriz de teatro.
Una noche Darryl F. Zanuck, presidente de la Twentieth Century Fox fue a Broadway a ver una obra de Gene y le dijo a su acompañante que la contratase. Después fueron a tomar algo y vieron a una chica guapísima bailando, y le dijo a su acompañante: «olvida a Gene Tierney, contrata a esa chica». Lo que aún no sabía aquel hombre es que la chica guapísima también era Tierney. Al darse cuenta de que quiso contratar dos veces en una noche a la misma chica vio claro el potencial de la muchacha, y Gene se mudó a Hollywood para ser actriz de cine. 
La venganza de Frank James, de Fritz Lang, fue su primera película, aunque tenía un papel protagonista, su personaje estaba supeditado al masculino, protagonizado por Henry Fonda. Por esta película recibió críticas muy negativas, aunque tanto el film como ella tuvieron mucho éxito popular.
Al año siguiente comparte cartel con Paul Muni, en Hudson's Bay, de Irving Pichel. Estuvo a punto de conseguir el papel protagonista de ¡Qué verde era mi valle!, pero finalmente fue para Maureen O'Hara
Desde ese momento actuó en películas importantes como La ruta del tabaco, de John Ford o Shangai Gesture, de Josef von Sternberg.
Destacan sus interpretaciones junto a las grandes estrellas masculinas de la Fox de aquella época. Con Tyrone Power trabajaría en el clásico del cine de aventuras El hijo de la furia, de John Cromwell, en la obra maestra del melodrama El filo de la navaja, de Edmund Goulding y en la comedia Ese impulso maravilloso de Robert B. Sinclair. Con Henry Fonda en La venganza de Frank James (1940), Anillos en sus dedos (1942) y Tempestad sobre Washington (1961). Con Spencer Tracy en La aventura de Plymouth (1952) y con Clark Gable en No me abandones (1953). Incluso protagonizó con Humphrey Bogart La mano izquierda de dios (1956). Llegó a coincidir con Vincent Price en tres películas, y con Dana Andrews en cinco, siendo este poco menos que su pareja oficial.

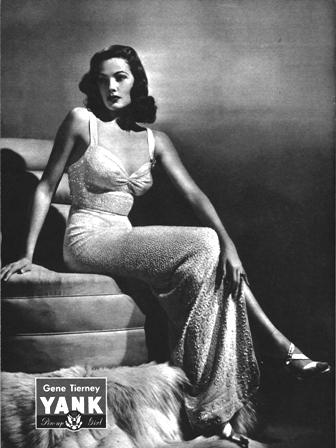
Gene Tierney, en 1945

En 1943 estrenó su primera obra maestra El diablo dijo no de Ernst Lubitsch, con esta película empieza su etapa de madurez artística, ya había adquirido confianza en pantalla y era toda una profesional. Pero la mayor cumbre de su carrera, la película que la hizo mito, leyenda del cine, fue Laura (1944) de Otto Preminger, que en un principio se creyó sería un monumental fracaso que acabaría con su carrera; pero finalmente fue un tremendo «sleeper», es decir, un inesperado y enorme éxito de crítica y público que la convirtió en la actriz de moda.
El melodrama Que el cielo la juzgue (1945) de John M. Stahl, fue su mayor triunfo profesional ya que fue la segunda película más exitosa del año y le dio una nominación en la 18.ª edición de los Premios Óscar, en la categoría de mejor actriz protagonista, pero se lo quitó una Joan Crawford  en horas altas. Aunque el mejor año para su carrera fue 1946, ya que estrenó dos grandísimos exitazos El castillo de Dragonwyck  junto a Vincent Price y dirigida por Joseph L. Mankiewicz, y El filo de la navaja, una de sus cumbres cinematográficas y por la que recibió la aclamación de la crítica, aquí compartía pantalla con Tyrone Power, Anne Baxter y Clifton Webb.
Al año siguiente volvió a reventar las taquillas, en la que para muchos es su mejor interpretación: El fantasma y la señora Muir con Rex Harrison y dirigida de nuevo por Joseph L. Mankiewicz.
Cerraría la gloriosa década para ella de 1940 con Vorágine, de nuevo con el director de origen austríaco, Otto Preminger.
Los cincuenta comenzarían con otro clásico, Noche en la ciudad, de Jules Dassin, con Richard Widmark, si bien la importancia de sus títulos en los años cincuenta es bastante menor a la de los años cuarenta. Trabaja con el cómico Danny Kaye en En la Costa Azul, con Ray Milland en el drama Cerca de mi corazón, de William Keighley, y la exótica Martín el Gaucho, de Jacques Tourneur. En esos momentos comienza a trabajar para la Metro Goldwyn Mayer y con dos de sus principales estrellas: con Spencer Tracy, en La aventura del Plymouth, de Clarence Brown, y con Clark Gable, en No me abandones, de Delmer Daves.
De esta época destaca su papel protagonista en el clásico Casado y con dos suegras de Mitchell Leisen junto a estrellas de renombre como Thelma Ritter o Miriam Hopkins y que ganó el premio a la mejor comedia en el Festival de cine de Berlín.
En 1953 rechazó un papel protagonista en  Mogambo, papel que finalmente interpretaría una principiante Grace Kelly, que tendría una relación con su exmarido, Oleg Cassini, el cual diseñaría la ropa de Jackie Kennedy, la mujer del presidente de los Estados Unidos, anterior pareja de Gene, John F. Kennedy. 
Por esta época comienzan sus problemas de salud, así como su tormentosa relación con Ali Khan, con lo que sus trabajos se van a ir espaciando. Tiene un papel destacado en la superproducción Sinuhé, el egipcio, de Michael Curtiz, y The Left Hand of God, de Edward Dmytryk, con Humphrey Bogart de protagonista.
Ingresada en un sanatorio para recuperarse de la depresión sufrida por su ruptura definitiva con Ali Khan, se recupera y vuelve al cine a principio de los sesenta para trabajar de nuevo con Otto Preminger en la película Tempestad sobre Washington. Dos películas más realizaría antes de retirarse del cine: Toys in the Attic, de George Roy Hill y En busca del amor, de Jean Negulesco.
En 1961 se casó con el magnate tejano W.Howard Lee, exmarido de Hedy Lamarr, y vivieron en Houston, Texas, hasta la muerte de este en 1981.
En 1986 el Festival de cine de San Sebastián dio por primera el Premio Donostia a toda una carrera, se tenía previsto entregar dos, uno a Gregory Peck y otro a Tierney, pero a última hora Gene dijo que no podía ir por asuntos personales y sólo se lo dieron a Peck.[cita requerida]
Los siguientes 10 años dedicó sus esfuerzos a instituciones de beneficencia, en especial a aquellas que trataban el retraso mental infantil. Realizó apenas un par de apariciones en alguna serie de televisión hasta su muerte, por un enfisema pulmonar, acontecida en 1991, cuando contaba setenta años de edad.

## Filmografía

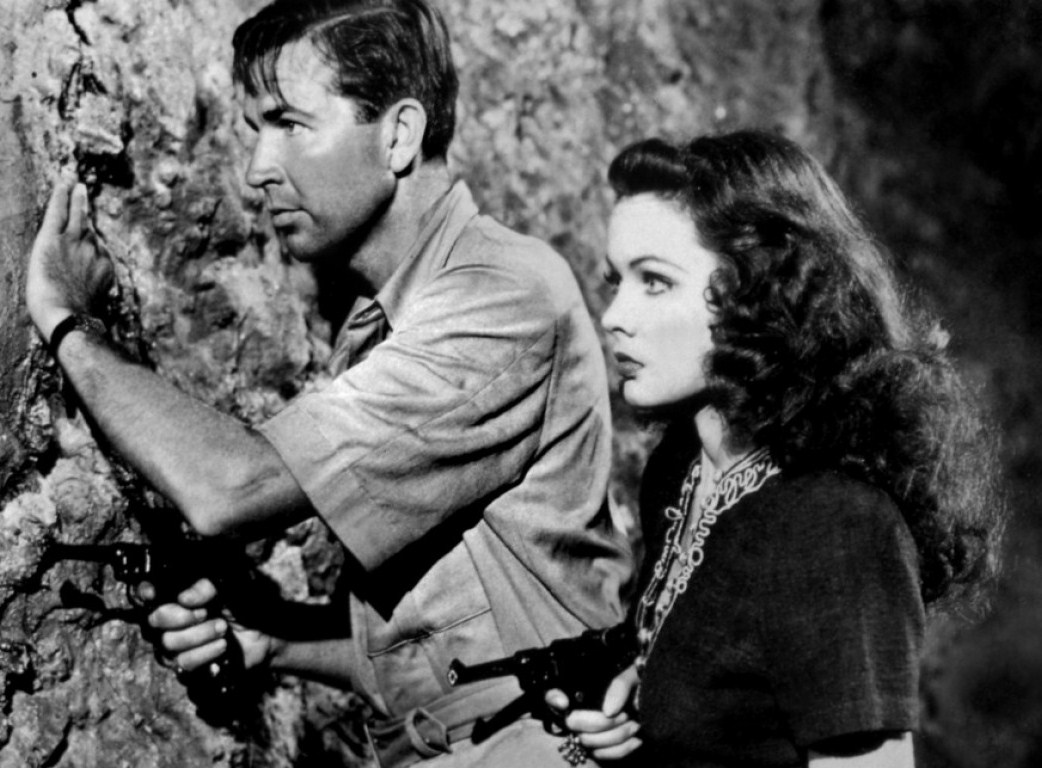
Bruce Cabot y Gene Tierney en Sundown, 1941.

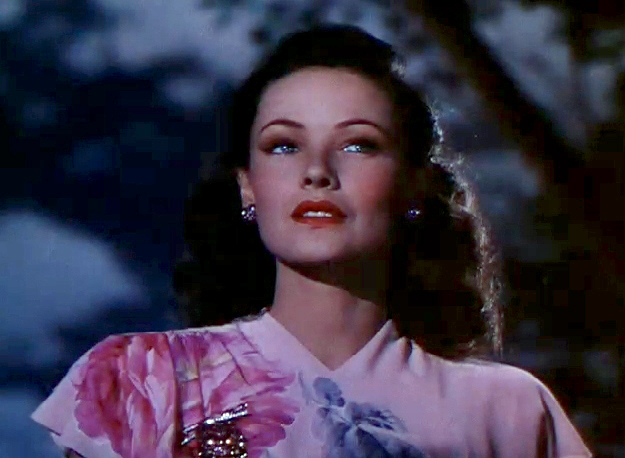
Gene Tierney en Que el cielo la juzgue, 1945.

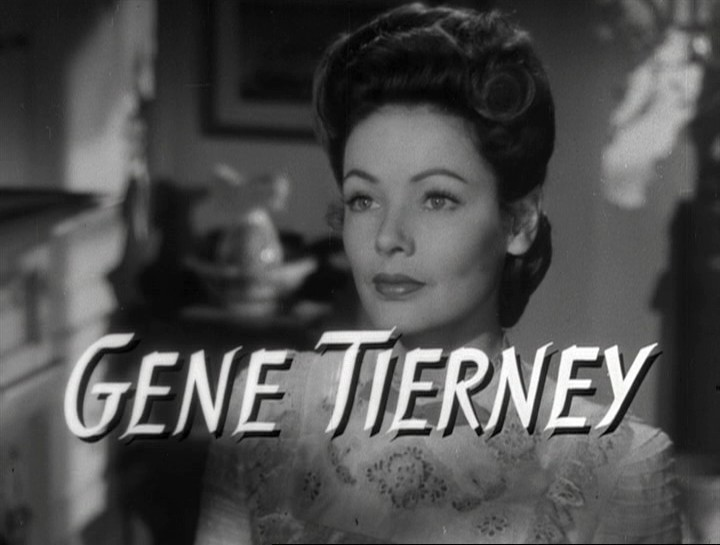
Gene Tierney en El fantasma y la señora Muir, 1947.

| Año  | Título                                   | Personaje                                             | Director             | Otros actores                            | Observaciones                                   |
| ---- | ---------------------------------------- | ----------------------------------------------------- | -------------------- | ---------------------------------------- | ----------------------------------------------- |
| 1940 | The Return of Frank James                | Eleanor Stone                                         | Fritz Lang           | Henry Fonda                              | Technicolor                                     |
| 1940 | Hudson's Bay                             | Barbra Hall                                           | Irving Pichel        | Paul Muni Vincent Price                  |                                                 |
| 1941 | Tobacco Road                             | Ellie Mae Lester                                      | John Ford            | Charles Grapewin Dana Andrews            |                                                 |
| 1941 | Belle Starr                              | Belle Starr                                           | Irving Cummings      | Randolph Scott Dana Andrews              | Technicolor                                     |
| 1941 | Sundown                                  | Zia                                                   | Henry Hathaway       | Bruce Cabot                              |                                                 |
| 1941 | The Shanghai Gesture                     | Victoria Charteris, conocida también como Poppy Smith | Josef von Sternberg  | Walter Huston                            |                                                 |
| 1942 | Son of Fury: The Story of Benjamin Blake | Eve                                                   | John Cromwell        | Tyrone Power                             | Tonos sepia (secuencias)                        |
| 1942 | Anillos en sus dedos                     | Susan Miller alias Linda Worthington                  | Rouben Mamoulian     | Henry Fonda                              |                                                 |
| 1942 | Thunder Birds                            | Kay Saunders                                          | William A. Wellman   | Preston Foster John Sutton               | Technicolor                                     |
| 1942 | China Girl                               | Miss Young                                            | Henry Hathaway       | George Montgomery                        |                                                 |
| 1943 | Heaven Can Wait                          | Martha Strabel Van Cleve                              | Ernst Lubitsch       | Don Ameche                               | Technicolor                                     |
| 1944 | Laura                                    | Laura Hunt                                            | Otto Preminger       | Dana Andrews Clifton Webb Vincent Price  |                                                 |
| 1945 | A Bell for Adano                         | Tina Tomasino                                         | Henry King           | John Hodiak                              |                                                 |
| 1945 | Que el cielo la juzgue                   | Ellen Berent Harland                                  | John M. Stahl        | Cornel Wilde Jeanne Crain Vincent Price  | Nominada al Óscar a la mejor actriz Technicolor |
| 1946 | Dragonwyck                               | Miranda Wells Van Ryn                                 | Joseph L. Mankiewicz | Walter Huston Vincent Price              |                                                 |
| 1946 | The Razor's Edge                         | Isabel Bradley Maturin                                | Edmund Goulding      | Tyrone Power Anne Baxter John Payne      |                                                 |
| 1947 | The Ghost and Mrs. Muir                  | Lucy Muir                                             | Joseph L. Mankiewicz | Rex Harrison George Sanders Edna Best    |                                                 |
| 1948 | The Iron Curtain                         | Anne Gouzenko                                         | William A. Wellman   | Dana Andrews                             |                                                 |
| 1948 | That Wonderful Urge                      | Sara Farley                                           | Robert B. Sinclair   | Tyrone Power                             |                                                 |
| 1949 | Whirlpool                                | Ann Sutton                                            | Otto Preminger       | Richard Conte José Ferrer                |                                                 |
| 1950 | Night and the City                       | Mary Bristol                                          | Jules Dassin         | Richard Widmark                          |                                                 |
| 1950 | Al borde del peligro                     | Morgan Taylor (Paine)                                 | Otto Preminger       | Dana Andrews                             |                                                 |
| 1951 | The Mating Season                        | Maggie Carleton McNulty                               | Mitchell Leisen      | John Lund Miriam Hopkins Thelma Ritter   |                                                 |
| 1951 | On the Riviera                           | Lili Duran                                            | Walter Lang          | Danny Kaye                               | Technicolor                                     |
| 1951 | The Secret of Convict Lake               | Marcia Stoddard                                       | Michael Gordon       | Glenn Ford                               |                                                 |
| 1951 | Close to My Heart                        | Midge Seridan                                         | William Keighley     | Ray Milland                              |                                                 |
| 1952 | Way of a Gaucho                          | Teresa                                                | Jacques Tourneur     | Rory Calhoun                             | Technicolor                                     |
| 1952 | Plymouth Adventure                       | Dorothy Bradford                                      | Clarence Brown       | Spencer Tracy Van Johnson Leo Genn       | Technicolor                                     |
| 1953 | Never Let Me Go                          | Marya Lamarkina                                       | Delmer Daves         | Clark Gable                              |                                                 |
| 1953 | Personal Affair                          | Kay Barlow                                            | Anth                 |                                          |                                                 |
| 1954 | Black Widow                              | Iris Denver                                           | Nunnally Johnson     | Ginger Rogers                            | CinemaScope Deluxe color                        |
| 1954 | The Egyptian                             | Baketamón                                             | Michael Curtiz       | Jean Simmons Victor Mature Edmund Purdom | CinemaScope Deluxe color                        |
| 1955 | The Left Hand of God                     | Anne Scott                                            | Edward Dmytryk       | Humphrey Bogart                          | CinemaScope Deluxe color                        |
| 1962 | Advise and Consent                       | Dolly Harrison                                        | Otto Preminger       | Henry Fonda Walter Pidgeon Franchot Tone | Panavision                                      |
| 1963 | Toys in the Attic                        | Albertine Prine                                       | George Roy Hill      | Dean Martin                              |                                                 |
| 1963 | Four Nights of the Full Moon             |                                                       | Sobey Martin         | Dan Dailey                               |                                                 |
| 1964 | The Pleasure Seekers                     | Jane Barton                                           | Jean Negulesco       | Ann-Margret                              | CinemaScope Deluxe color                        |

## Broadway
| Año  | Título                  | Género                      | Papel                  | Puesta en escena |
| ---- | ----------------------- | --------------------------- | ---------------------- | ---------------- |
| 1938 | What A Life!            | Original Play, Comedy       | Walk on, Water carrier | George Abbott    |
| 1938 | The Primrose Path       | Original Play, Drama/Comedy | Understudy             | George Abbott    |
| 1939 | Mrs O' Brian Entertains | Original Play, Comedy       | Molly O' Day           | George Abbott    |
| 1939 | Ring Two                | Original Play, Comedy       | Peggy Carr             | George Abbott    |
| 1940 | The Male Animal         | Original Play, Comedy       | Patricia Stanley       | Herman Shumlin   |

## Televisión
| Año  | Título                                  | Papel              | Otros intérpretes                             |                                                  |
| ---- | --------------------------------------- | ------------------ | --------------------------------------------- | ------------------------------------------------ |
| 1947 | Sir Charles Mendl Show                  | Ella misma         | Presentador: Sir Charles Mendl                |                                                  |
| 1953 | Toast of the Town                       | Ella misma         | Presentador: Ed Sullivan                      | Episode #6.33                                    |
| 1954 | The 26th Annual Academy Awards          | Ella misma         | Presentadores: Donald O'Connor, Fredric March | Presentadora: Premios Diseño de vestuario        |
| 1957 | What's My Line?                         | Ella misma         | Presentador: John Charles Daly                | Episodio: 25 de agosto, Invitado misterioso      |
| 1960 | General Electric Theater                | Ellen Galloway     | Presentador: Ronald Reagan                    | Episodio: "Journey to a Wedding"                 |
| 1969 | The F.B.I                               | Faye Simpson       | Efrem Zimbalist, Jr.                          | Episodio: "Conspiracy of Silence"                |
| 1969 | Daughter of the Mind                    | Lenore Constable   | Ray Milland                                   | (Telefilm)                                       |
| 1974 | The Merv Griffin Show                   | Ella misma         | Presentador: Merv Griffin                     |                                                  |
| 1979 | The Merv Griffin Show                   | Ella misma         | Presentador: Merv Griffin                     |                                                  |
| 1980 | The Tonight Show Starring Johnny Carson | Ella misma         | Presentador: Johnny Carson                    |                                                  |
| 1980 | The Mike Douglas Show                   | Ella misma         | Presentador: Mike Douglas                     |                                                  |
| 1980 | Dinah!                                  | Ella misma         | Presentadora: Dinah Shore                     |                                                  |
| 1980 | Scruples                                | Harriet Toppington | Lindsay Wagner                                | (Miniserie)                                      |
| 1999 | Biography                               | Ella misma         | Presentador: Peter Graves                     | "Gene Tierney: A Shattered Portrait" 26 de marzo |

## Premios y distinciones
Premios Óscar
| Año  | Categoría    | Película               | Resultado |
| ---- | ------------ | ---------------------- | --------- |
| 1946 | Mejor Actriz | Que el cielo la juzgue | Nominada  |